# (4017) Disneya
(4017) Disneya ist ein Hauptgürtelasteroid, der am 21. Februar 1980 von Ljudmila Georgijewna Karatschkina vom Krim-Observatorium aus entdeckt wurde.
Der Asteroid wurde nach dem US-amerikanischen Filmproduzenten Walt Disney (1901–1966) benannt.